# Список знаменосцев Сент-Винсента и Гренадин на Олимпийских играх
Это список знаменосцев, которые представляли Сент-Винсент и Гренадины на Олимпийских играх.
Знаменосцы несут национальный флаг своей страны на церемонии открытия Олимпийских игр.
| # | Год, Место           | Сезон | Имя Фамилия       | Вид спорта      |
| - | -------------------- | ----- | ----------------- | --------------- |
| 1 | 1988, Сеул           | Лето  | Орде Баллантин    | Лёгкая атлетика |
| 2 | 1992, Барселона      | Лето  | Эверсли Линли     | Лёгкая атлетика |
| 3 | 1996, Атланта        | Лето  | Эсворт Куумбс     | Лёгкая атлетика |
| 4 | 2000, Сидней         | Лето  | Памелос Балантино | Лёгкая атлетика |
| 5 | 2004, Афины          | Лето  | Наташа Маерс      | Лёгкая атлетика |
| 6 | 2008, Пекин          | Лето  | Кинеке Александр  | Лёгкая атлетика |
| 7 | 2012, Лондон         | Лето  | Кинеке Александр  | Лёгкая атлетика |
| 8 | 2016, Рио-де-Жанейро | Лето  | Кинеке Александр  | Лёгкая атлетика |
| 9 | 2020, Токио          | Лето  | Шафик Мэлони      | Лёгкая атлетика |